# فيجاياوادا
فيجاياوادا (تعرف أيضاً باسم بَزَوادة أو بزاوادا) هي مدينة تقع في ولاية أندرا براديش الهندية. توجد بها محطة قطارات تعد من أنشط المحطات في الهند. يمر من خلالها نهر كريشنا، كما يتدفق فيها نهر بوداميرو بالإضافة إلى ثلاث قنوات، وهي حالة فريدة إذ أنه من النادر أن يتدفق نهرين في مدينة واحدة. فيجاياوادا هي ثالث أكبر مدن الولاية بعد حيدر أباد وفيساخاباتنام. يوجد بها عدد من الكليات والجامعات منها كلية KBN. للمدينة ثلاث دوائر انتخابية رئيسية في غرب المدينة، وفي وسطها، وفي الشرق. للمدينة مقعد واحد في مجلس الشعب لوك سابها. من أبرز المعالم: معبد كاناكا دورغا، ومانغالاغيري، وسد براكاشام.

## المناخ
يظهر الجدول التالي التغييرات المناخية على مدار السنة لفيجاياوادا:
| البيانات المناخية لـفيجاياوادا             | البيانات المناخية لـفيجاياوادا | البيانات المناخية لـفيجاياوادا | البيانات المناخية لـفيجاياوادا | البيانات المناخية لـفيجاياوادا | البيانات المناخية لـفيجاياوادا | البيانات المناخية لـفيجاياوادا | البيانات المناخية لـفيجاياوادا | البيانات المناخية لـفيجاياوادا | البيانات المناخية لـفيجاياوادا | البيانات المناخية لـفيجاياوادا | البيانات المناخية لـفيجاياوادا | البيانات المناخية لـفيجاياوادا | البيانات المناخية لـفيجاياوادا |
| الشهر                                      | يناير                          | فبراير                         | مارس                           | أبريل                          | مايو                           | يونيو                          | يوليو                          | أغسطس                          | سبتمبر                         | أكتوبر                         | نوفمبر                         | ديسمبر                         | المعدل السنوي                  |
| ------------------------------------------ | ------------------------------ | ------------------------------ | ------------------------------ | ------------------------------ | ------------------------------ | ------------------------------ | ------------------------------ | ------------------------------ | ------------------------------ | ------------------------------ | ------------------------------ | ------------------------------ | ------------------------------ |
| متوسط درجة الحرارة الكبرى °م (°ف)          | 30.2 (86.4)                    | 32.9 (91.2)                    | 35.7 (96.3)                    | 37.9 (100.2)                   | 40.0 (104.0)                   | 37.6 (99.7)                    | 33.9 (93.0)                    | 32.8 (91.0)                    | 33.1 (91.6)                    | 32.1 (89.8)                    | 31.2 (88.2)                    | 30.2 (86.4)                    | 34.0 (93.2)                    |
| متوسط درجة الحرارة الصغرى °م (°ف)          | 18.6 (65.5)                    | 20.3 (68.5)                    | 22.7 (72.9)                    | 25.4 (77.7)                    | 27.2 (81.0)                    | 27.0 (80.6)                    | 25.4 (77.7)                    | 25.1 (77.2)                    | 24.9 (76.8)                    | 23.7 (74.7)                    | 21.2 (70.2)                    | 18.9 (66.0)                    | 23.4 (74.1)                    |
| الهطول مم (إنش)                            | 1 (0.0)                        | 4 (0.2)                        | 5 (0.2)                        | 15 (0.6)                       | 71 (2.8)                       | 136 (5.4)                      | 250 (9.8)                      | 197 (7.8)                      | 164 (6.5)                      | 169 (6.7)                      | 45 (1.8)                       | 10 (0.4)                       | 1٬067 (42.2)                   |
| متوسط أيام هطول الأمطار                    | 0.5                            | 0.5                            | 0.9                            | 0.8                            | 2.5                            | 6.8                            | 12.1                           | 10.5                           | 8.8                            | 7.7                            | 2.5                            | 0.8                            | 54.5                           |
| المصدر #1: India Meteorological Department |                                |                                |                                |                                |                                |                                |                                |                                |                                |                                |                                |                                |                                |
| المصدر #2: Climate-Data.org                |                                |                                |                                |                                |                                |                                |                                |                                |                                |                                |                                |                                |                                |

## توأمة
لفيجاياوادا اتفاقيات توأمة مع:
- موديستو

## أعلام
- سيفا إس. باندا
- سميتا
- جيفا
- أ. جي. ك. جوكهيل
- كوماري
- بانيرجي

## وصلات خارجية
- الموقع الرسمي